# Ariodante (opera)
Ariodante (HWV 33) è il titolo di un'opera seria in tre atti musicata, in gran parte tra l'agosto e l'ottobre del 1734, da Georg Friedrich Händel, su adattamento anonimo di un libretto italiano di Antonio Salvi, intitolato Ginevra Principessa di Scozia (1708) ed ispirato a un episodio dell'Orlando furioso. Ogni atto dell'opera comprendeva anche sequenze di balletto riservate alla compagnia dell'impresario del Covent Garden John Rich con la presenza di Marie Sallé, che era attiva a Londra in quegli anni e che avrebbe partecipato anche alla creazione del successivo capolavoro händeliano dell'Alcina.

## Vicende storiche
L'opera fu rappresentata per la prima volta, l'8 gennaio 1735, al Covent Garden di Londra, in apertura della prima stagione operistica tenuta in tale teatro. Nel pieno dello scontro con l'Opera della Nobiltà, sostenuta dall'erede al trono Federico di Hannover, Händel aveva dovuto sloggiare dal principale teatro lirico londinese, il King's Theatre; tuttavia, godendo a sua volta dell'appoggio di facciata della Princess Royal Anna, nonché di quello tacito, e assai più rilevante, di re Giorgio II e della regina Carolina, il musicista aveva potuto concludere un accordo con l'impresario del Covent Garden, John Rich, per trasferire in esso la sua attività operistica, affiancandola agli spettacoli teatrali leggeri e di balletto che già vi si svolgevano. Era stato lo stesso Rich a suggerire a Händel di utilizzare la compagnia di ballo della Sallé ed il piccolo coro che erano già in forza al suo teatro. La compagnia di canto, invece, era quella che già Händel aveva radunato attorno a sé al King's Theatre, in cui il castrato Giovanni Carestini aveva sostituito il transfuga Senesino, passato all'Opera della Nobiltà, mentre il ruolo di prima donna era coperto dal soprano italiano Anna Maria Strada del Pò. Della compagnia facevano anche parte giovani cantanti usciti, per così dire, dal vivaio locale: il diciottenne tenore John Beard, che aveva esordito nel 1734 ne Il pastor fido e che diventerà uno degli interpreti händeliani più fidati, nonché, praticamente al debutto, il ventitreenne soprano Cecilia Young, futura moglie del compositore inglese Thomas Arne, per la quale Händel traspose per soprano la parte di Dalinda, originariamente pensata per contralto.
"L'opera non incontrò se non un mediocre successo e fu seguita solo da cinque rappresentazioni a gennaio, quattro a febbraio ed una a marzo", per un totale quindi di undici spettacoli. "Haendel la riprese, per due rappresentazioni e senza balletto, il 5 e 7 maggio 1736, senza successo. Fu allora che fece il suo esordio il nuovo soprano castrato Gioacchino Conti", detto il "Gizziello", ingaggiato per sostituire il Carestini.. Questa ripresa fu probabilmente un ripiego escogitato per consentire al Gizziello di imparare con calma l'opera nuova di Händel, l'Atalanta, e lo scorbutico compositore sassone gli permise perfino, in via eccezionale, di interpolare alla sua musica arie di altri compositori tratte dal baule europeo del cantante.
L'opera non conobbe poi altre riprese fino a quella di Stoccarda del 28 settembre 1926, nell'arrangiamento di A. Rudolph, ed è rientrata, in qualche misura, in repertorio negli ultimi decenni del XX secolo, venendo fatta oggetto di attenzione crescente a livello sia di rappresentazioni sceniche nei grandi teatri, sia di registrazioni discografiche. In Italia, l'opera è stata eseguita per la prima volta alla Piccola Scala, nel 1981, con una splendida messa in scena di Pier Luigi Pizzi, poi ripresa in numerosi altri teatri, italiani e stranieri.

## Personaggi e interpreti
| Personaggio                                                    | Tipologia vocale     | Primi interpreti, 8 gennaio 1735 (Direttore di scena: John Rich) |
| -------------------------------------------------------------- | -------------------- | ---------------------------------------------------------------- |
| Ariodante, principe feudatario                                 | soprano castrato     | Giovanni Carestini                                               |
| Ginevra, figlia del re di Scozia, promessa sposa di Ariodante  | soprano              | Anna Maria Strada del Pò                                         |
| Dalinda, dama di Ginevra, segretamente innamorata di Polinesso | soprano              | Cecilia Young                                                    |
| Polinesso, Duca d'Albania                                      | contralto (travesti) | Maria Caterina Negri                                             |
| Lurcanio, fratello di Ariodante                                | tenore               | John Beard                                                       |
| Il re di Scozia                                                | basso                | Gustavus Waltz                                                   |
| Odoardo, favorito del re                                       | tenore               | Michael Stoppelaer                                               |

## Trama
L'azione si svolge al palazzo del re di Scozia (del quale non viene citato il nome), che ha accondisceso molto di buon grado a concedere la mano di sua figlia Ginevra al valoroso principe Ariodante che l'ama, riamato.

### Atto I
Gabinetto reale - (1) Ginevra attorniata da paggi e damigelle, tra le quali Dalinda, si rallegra per il prossimo coronamento del suo sogno d'amore (aria: Vezzi, lusinghe, e brio). (2) L'infido duca d'Albania, Polinesso, si presenta a Ginevra dichiarandole a sua volta il proprio amore, ma viene sdegnosamente respinto da lei (aria: Orrida a gl'occhi miei). (3) Uscita la principessa, Dalinda rivela al duca sia la notizia delle prossime nozze di Ginevra, sia l'amore che è invece lei stessa a provare per lui (aria: Apri le luci, e mira). (4) Rimasto solo Polinesso scopre la sua natura di calcolatore interessato al potere e studia di utilizzare il sentimento di Dalinda per ordire un complotto contro il suo rivale (aria: Coperta la frode)
Giardino reale - (5) Mentre Ariodante, da solo, è intento a vagheggiare il suo sentimento (arioso: Qui d'amor nel suo linguaggio), viene raggiunto da Ginevra, e i due si scambiano reciproche dichiarazioni d'amore (duetto: Prendi/o, prendi/o da questa mano). (6) Essi sono però sorpresi dall'arrivo del re che conferma le sue benedizioni nei confronti della loro unione, tra le manifestazioni di gioia di Ginevra mentre si allontana (aria: Volate, amori). (7) Il re dà quindi disposizioni ad Odoardo per la celebrazione delle nozze e manifesta ad Ariodante i segni del suo affetto paterno e della sua stima (aria: Voli colla sua tromba). (8) Rimasto di nuovo solo, è la volta di quest'ultimo a manifestare tutta la sua contentezza (aria: Con l'ali di costanza). (9) Partito il giovane, entrano in scena Polinesso e Dalinda: il duca si dichiara disposto ad offrire alla dama il suo amore, ma le chiede di accoglierlo quella stessa sera, travestita da Ginevra, davanti agli appartamenti della principessa, e di farlo così entrare nelle stanze di lei; egli non rivela, peraltro, il perché della messa in scena, senza che la ragazza riesca ad opporsi alla sua richiesta (aria di Polinesso: Spero per voi, sì, si). (10) Partito il duca, entra in scena Lurcanio, fratello di Ariodante, ed è ora il suo turno nel dichiarare il proprio amore a Dalinda, la quale però, sia pure con grazia, lo respinge (aria Lurcanio: Del mio sol vezzosi rai). (11) Rimasta sola la malaccorta dama si rallegra invece per il suo amore per Polinesso (aria: Il primo ardor).
Valle deliziosa - (12) Mentre Ariodante si aggira estasiato per la valle, (13) appare anche Ginevra e i due, accompagnati da una lieta sinfonia, invitano ninfe, pastori e pastorelle del luogo ad unirsi alla loro gioia. (14) L'atto si chiude con i rinnovati canti d'amore dei due protagonisti accompagnati dal coro (duetto e coro: Se rinasce nel mio cor), e con un ballo alla francese.

### Atto II
Notte con lume di luna (sullo sfondo si intravede la porta segreta del giardino reale da cui si accede agli appartamenti di Ginevra) - (1) Polinesso si aggira ansioso sperando nell'arrivo di Ariodante. (2) Quando questi giunge, appare anche in lontananza Dalinda sotto le spoglie di Ginevra: Ariodante mostra a Polinesso tutta la sua gioia nel vederla, ma il duca sostiene perfidamente che è a lui che la principessa "dispensa amorosi contenti", e si offre di darne dimostrazione concreta all'infuriato giovane, mentre anche Lurcanio, entrato nel frattempo in scena, assiste non visto agli accadimenti. Ariodante minaccia di morte il duca se le sue parole si riveleranno menzognere (aria: Tu preparati a morire), ma, quando lo vede ammesso agli appartamenti di Ginevra, è a sé stesso che vorrebbe dare la morte, se l'intervento del fratello, che gli strappa la spada, non glielo impedisse (aria Lurcanio: Tu vivi, e punito). (3) Rimasto solo e senz'armi, Ariodante canta tutto il suo dolore in una splendida mesta aria di disperazione (Scherza infida), nella quale "violini e viole, con sordino, hanno una condotta autonoma, mentre la voce dialoga con i fagotti in ‘pianissimo’ su un basso pizzicato". (4) Partito Ariodante, Polinesso pregusta il suo trionfo facendo vane promesse alla sprovveduta Dalinda: questa canta la sua gioia nell'arioso Se tanto piace al cor, (5) mentre, una volta rimasto solo, Polinesso intona una perfida aria inneggiante al tradimento (Se l'inganno sortisce felice).
Galleria del palazzo reale - (6) Mentre il re si accinge a designare formalmente Ariodante come proprio erede, Odoardo gli comunica la notizia che il principe è scomparso in mare precipitandosi da una roccia, notizia che provoca lo sconforto del monarca (aria: Invida sorte avara). (7) Partito il re con il seguito per investigare sull'accaduto, entrano in scena Ginevra e Dalinda. La principessa è misteriosamente inquieta (aria: Mi palpita il core) e, allorché il padre rientra dandole la triste notizia della morte del suo amato, è colta da un malore e deve essere trasportata fuori scena da Dalinda e dal seguito. (8) Quando anche il re si accinge a partire a sua volta, gli si fanno però incontro Lurcanio e Odoardo, ed il primo accusa l'impudicizia di Ginevra della morte di Ariodante, offrendosi di "sostener col brando" la veridicità della sua accusa ed invitando il re a fare il suo dovere di monarca, dimenticando i suoi affetti di padre (aria: Il tuo sangue, ed il tuo zelo). (9) Partito Lurcanio e rientrate Ginevra e Dalinda, il re dichiara di disconoscere una figlia impudica e si allontana sdegnato, lasciando (10) le due donne in preda allo sconforto (recitativo accompagnato Ginevra-Dalinda: A me impudica?; aria Ginevra: Il mio crudel martoro). Ginevra si assopisce e l'atto si chiude con un ballo che ha per protagonisti vari tipi di sogni, e con le meste parole di Ginevra che si lamenta, nel ridestarsi, di non poter trovar conforto neppure nel sonno (recitativo accompagnato: Che vidi? Oh dèi!).

### Atto III
Bosco - (1) Ariodante, solo, si lamenta contro i numi che l'hanno lasciato "vivere per dargli mille morti" (arioso: Numi, lasciarmi vivere), quando irrompe in scena Dalinda inseguita da due sicari del duca che stanno cercando di ucciderla. Ariodante mette in fuga i due e la dama gli rivela l'inganno di cui è stato vittima la notte prima. Il principe inveisce allora contro il buio, i suoi occhi ed il travestimento che lo hanno così malamente ingannato (aria: Cieca notte, infidi sguardi). (2) Rimasta sola, Dalinda invoca i fulmini del cielo sul traditore Polinesso (aria: Neghittosi or voi che fate?).
Giardino reale - (3) Il re dichiara la propria intenzione di non incontrare la figlia finché non compaia qualche cavaliere disposto a prendere le sue difese nell'ordalia aperta dalle accuse di Lurcanio. Polinesso si fa avanti e si dichiara "di Ginevra il difensor" (aria: Dover, giustizia, amor). Partito il duca, il re manda a chiamare la figlia. (4) Ginevra protesta la propria innocenza ed implora di poter almeno baciare le paterne mani che hanno decretato la sua morte (aria: Io ti bacio). Il re le comunica che Polinesso si è levato in sua difesa e respinge la rinunzia "a tal difesa" da parte della figlia (aria del re: Al sen ti stringo e parto). (5) Restata sola, Ginevra invoca la morte quale minore dei suoi mali (aria: Sì, morrò).
Steccato dell'arengo - (6) La corte e il popolo sono adunati per lo svolgimento del giudizio di Dio: Lurcanio invita i difensori di Ginevra a farsi avanti, affronta Polinesso e lo trafigge mortalmente. Chiede quindi se vi siano altri che aspirino "a difender la rea" ed è allora lo stesso sovrano che decide di scendere in campo a tutela del suo onore. (7) Egli viene però fermato dalla subitanea comparsa di un cavaliere incognito che dichiara di assumere lui la difesa dell'innocente Ginevra, e, allorquando Lurcanio si fa avanti per affrontarlo, alza la visiera della propria armatura e si rivela per Ariodante: il principe comunica al fratello di essere accorso non appena appreso dell'innocenza e del pericolo in cui si trovava la sua principessa, ma prima di rivelare i particolari chiede al re la grazia preventiva per il "delitto innocente" compiuto da Dalinda. (8) La donna entra allora in scena dichiarandosi complice inconsapevole di Polinesso, subito seguita da Odoardo che comunica che "il duca morendo [ha confessato] le sue frodi". Il re perdona tutto e si precipita dalla figlia, mentre Ariodante si esibisce in una tipica, virtuosistica, aria di tempesta (Dopo notte, atra e funesta). (9) Rimasto solo con Dalinda, Lurcanio le rinnova le sue profferte d'amore e questa volta la giovane, commossa, accetta (duetto: Dite spera, e son contento/Spera, spera, io già mi pento).
Appartamento destinato per carcere di Ginevra - (10) Ginevra, sola, piange sulla sua sorte (arioso: Manca, oh dèi! la mia costanza), (11) quando tutti irrompono esultanti nella sua prigione comunicandole l'accaduto, ed il re invita la corte ad organizzare convenienti festeggiamenti generali. Rimasti soli, Ariodante e Ginevra intonano un duetto inneggiante all'amore e alla fedeltà (Bramo aver mille cori/vite).
Salone reale - (12) L'opera si conclude con cori e ballo finale.

## Struttura dell'opera
- Ouverture

### Atto I
- Arioso (Ginevra) - Vezzi, lusinghe e brio
- Aria (Ginevra) - Orrida a l'occhi miei
- Aria (Dalinda) - Apri le luci, e mira gli ascosi
- Aria (Polinesso) - Coperta la frode di lana servile
- Arioso (Ariodante) - Qui d'amor nel suo linguaggio
- Duetto (Ginevra, Ariodante) - Prendi da questa mano il pegno
- Aria (Ginevra) - Volate, amori, di due bei cori
- Aria (Il Re) - Voli colla sua tromba la fama
- Aria (Ariodante) - Con l'ali di costanza
- Aria (Polinesso) - Spero per voi, sì, begli occhi
- Aria (Lurcanio) - Del mio sol vezzosi rai
- Aria (Dalinda) - Il primo ardor è così caro
- Sinfonia
- Duetto (Ginevra, Ariodante) - Se rinasce nel mio cor
- Coro - Sì, godete al vostro amor
- Ballo

### Atto II
- Sinfonia
- Aria (Ariodante) - Tu preparati a morire
- Aria (Lurcanio) - Tu vivi, e punito rimanga l'eccesso
- Aria (Ariodante) - Scherza infida, in grembo al drudo
- Arioso (Dalinda) - Se tanto piace al cor il volto tuo
- Aria (Polinesso) - Se l'inganno sortisce felice
- Aria (Il Re) - Invida sorte avara
- Aria (Ginevra) - Mi palpita il core
- Aria (Lurcanio) - Il tuo sangue, ed il tuo zelo
- Recitativo e Aria (Ginevra) - A me impudica? - Il mio crudel martoro
- Entrée de' Mori

### Atto III
- Arioso (Ariodante) - Numi! lasciarmi vivere
- Aria (Ariodante) - Cieca notte, infidi sguardi
- Aria (Dalinda) - Neghittosi or voi che fate?
- Aria (Polinesso) - Dover, giustizia, amor
- Aria (Ginevra) - Io ti bacio, o mano augusta
- Aria (Il Re) - Al sen ti stringo e parto
- Aria (Ginevra) - Sì, morrò, ma l'onor mio
- Sinfonia
- Aria (Ariodante) - Dopo notte, atra e funesta
- Duetto (Dalinda, Lurcanio) - Spera, spera, io già mi pento / Dite spera, e son contento
- Arioso (Ginevra) - Manca, oh Dei!, la mia costanza
- Sinfonia
- Duetto (Ginevra, Ariodante) - Bramo aver mille cori
- Coro - Ognuno acclami bella virtute
- Ballo
- Coro - Sa trionfar ognor virtute in ogni cor

## Discografia
Gli interpreti sono indicati nel seguente ordine: Ariodante, Ginevra, Polinesso, Dalinda, Lurcanio, il Re di Scozia, Odoardo.
- Handel Society of New York (3 LP, 1971)
  - interpreti: Sofia Steffan, Graziella Sciutti, Bernadette Greevy, Carole Bogard, Ian Partridge, Marius Rintzler, Walter Eder
  - Wiener Akademiechor, Orchester der Wiener Volksoper
  - direttore: Stephen Simon
- Philips (3 CD, 1978)
  - interpreti: Janet Baker, Edith Mathis, James Bowman, Norma Burrowes, David Rendall, Samuel Ramey, Alexander Oliver
  - English Chamber Orchestra, London Voices
  - direttore: Raymond Leppard
- Harmonia Mundi France (3 CD, 1995)[13]
  - interpreti: Lorraine Hunt, Juliana Gondek, Jennifer Lane, Lisa Saffer, Rufus Müller, Nicolas Cavallier, Jörn Lindemann
  - Wihelmshavener Vokalensemble, Freiburger Barockorchester
  - direttore: Nicholas McGegan
- DG Archiv (3 CD, dal vivo, strumenti originali, 1997)
  - interpreti: Anne Sofie von Otter, Lynne Dawson, Ewa Podleś, Veronica Cangemi, Richard Croft, Denis Sedov, Luc Coadou
  - Les Musiciens du Louvre, Choeur des Musiciens du Louvre
  - direttore: Marc Minkowski
- Farao Classics (3 CD, dal vivo, 2000)
  - interpreti: Ann Murray, Joan Rodgers, Christopher Robson, Julie Kaufmann, Paul Nilon, Umberto Chiummo, James Anderson
  - Bayerisches Staatsorchester, Chor der Bayerischen Staatsoper
  - direttore: Ivor Bolton
- Arthaus (1 DVD, 178 min., in inglese, 2002)[14]
  - interpreti: Ann Murray, Joan Rodgers, Christopher Robson, Lesley Garrett, Paul Nilon, Gwynne Howell, Mark LeBrocq
  - Chorus and Orchestra of the English National Opera
  - dir. Ivor Bolton
  - regia: David Alden
- Dynamic (2 DVD, 2008)registrata dal vivo a Spoleto, nel Teatro Caio Melisso, in occasione del Festival dei Due Mondi del 2007
  - interpreti: Ann Hallenberg, Laura Cherici, Mary-Ellen Nesi, Marta Vandoni Iorio, Zachary Stains, Carlo Lepore, Vittorio Prato
  - Il Complesso Barocco
  - direttore: Alan Curtis
  - regia: John Pascoe